# Světla Svozilová
Světla Svozilová, vlastním jménem Světluše Svozilová (13. listopadu 1906 Brno – 25. února 1970 Praha), byla česká herečka.

## Život
Narodila se jako nemanželské dítě Julii Kubešové. K jejímu otcovství se roku 1928 přihlásil Josef Svozil, který se s Julií Kubešovou oženil v roce 1921. Po maturitě na gymnáziu studovala od roku 1923 na Dramatickém oddělení pražské konzervatoře, po jejím absolutoriu (1927) hrála nejprve v Gamzově Uměleckém studiu, od roku 1927 do roku 1930 také působila v Osvobozeném divadle. Poté přešla do Divadla Vlasty Buriana, do Nového divadla a do Městských divadlech pražských. V roce 1938 si zahrála ve filmu režiséra Roberta Landa Panenka. Od roku 1940 prakticky až do svého odchodu do důchodu v roce 1968 byla stálou členkou hereckého souboru Divadla na Vinohradech. Její jméno bylo spojeno s kauzou okolo její herecké kolegyně Jiřiny Štěpničkové, pro kterou po roce 1948 ještě s několika dalšími herci měla požadovat trest smrti. Usnesení z příslušné schůze se však nikdy nenašlo, neboť stranický i odborářský archiv divadla se po Listopadu 1989 ztratil.
Od roku 1930 byla manželkou Bedřich Rádla, ale manželství se po deseti letech rozpadlo. V roce 1942 se provdala za lékaře Františka Votrubu se kterým měla syna Františka a dceru Světlu. Její manžel tragicky zahynul při leteckém neštěstí v říjnu 1948. Syna Františka byla nucena umístit do dětského domova.
V roce 1966 obdržela titul zasloužilá umělkyně. Po odchodu do důchodu propadla alkoholismu, zemřela na následky zranění, které si přivodila v alkoholovém opojení na schodech v domě, kde bydlela.
K filmu ji přivedl vlastně její někdejší zaměstnavatel Vlasta Burian. Zejména před 2. světovou válkou a během války ztvárnila celou řadu vedlejších či epizodních filmových rolí, hlavní role se jí vyhýbaly.

## Divadelní role, výběr
- 1926 Molière: Cirkus Dandin, Paní ze Sotenvillu, Osvobozené divadlo (v Divadle Na Slupi), režie Jiří Frejka (první oficiální představení pod názvem Osvobozené divadlo[11])
- 1937 František Langer: Dvaasedmdesátka, Julča, Divadlo na Vinohradech, režie Bohuš Stejskal
- 1945 Karel Čapek: Loupežník, Fanka, Městské divadlo na Vinohradech, režie Bohuš Stejskal
- 1949 J. K. Tyl: Tvrdohlavá žena, Jahelková, Městské divadlo na Vinohradech, režie Jan Fišer
- 1953 Miloslav Stehlík: Nositelé řádu, Marie Frgalová, Divadlo čs.armády, režie Otto Haas[12]
- 1957 Anne Franková – Frances Goodrichová, Albert Hackett: Deník Anny Frankové, Petronela von Daanová, Ústřední divadlo československé armády, režie Jan Strejček[13]
- 1969 Milan Kundera: Ptákovina, matka (j. h.), Divadlo Na Zábradlí, režie Václav Hudeček[14]

## Filmové a televizní role, výběr
- 1931 To neznáte Hadimršku (role: nevěsta s milionem Aloisie, Zlatníkova sestřenice)
- 1934 Hrdinný kapitán Korkoran (role: pokojská v hotelu)
- 1937 Mravnost nade vše (role: Karolína, žena profesora Karase)
- 1938 Cech panen kutnohorských (role: vdova Veronika)
- 1940 Přítelkyně pana ministra (role: dámská krejčová Pokorná, Julčina bytná
- 1941 Roztomilý člověk (role: profesorová Matoušková)
- 1953 Měsíc nad řekou (role: švadlena Amálka Stárková)
- 1956 Dobrý voják Švejk (role: barončina společnice)

- 1968 Sňatky z rozumu (TV seriál, role: Pecoldová, matka Pecolda)
- 1970 Ďábelské líbánky (role: poštmistrová)